# Arthur Krams
Arthur Krams (New York, 15 luglio 1912 – Woodland Hills, 29 settembre 1985) è stato uno scenografo statunitense.
Ha vinto l'Oscar alla migliore scenografia nel 1956 e ha ricevuto altre sette volte la nomination ai Premi Oscar nella stessa categoria.

## Filmografia parziale
- 1946 - Vacanze al Messico
- 1948 - Un sudista del Nord
- 1949 - La figlia di Nettuno
- Kim, regia di Victor Saville (1950)
- 1950 - La Duchessa dell'Idaho
- 1952 - La vedova allegra
- 1953 - Storia di tre amori
- 1953 - Lili
- 1954 - Il principe studente
- 1954 - Così parla il cuore
- 1955 - Caccia al ladro
- 1955 - La rosa tatuata
- 1956 - Il giullare del re
- 1959 - Il prezzo del successo
- 1960 - Un marziano sulla Terra
- 1961 - Estate e fumo
- 1963 - Ciao, ciao Birdie
- 1968 - Impiccalo più in alto